# نبيل يوسف
نبيل يوسف مخرج تلفزيوني من جيل المخضرمين درس الإخراج في فرنسا بداية السبعينيات من القرن الماضي، وعاد إلى العراق في العام 1975، ليقدم أولى مسلسلاته التلفزيونية في العام نفسه بعنوان «أطراف الغصون» وحقق في حينها شهرة واسعة في أرض الرافدين.
ومن أهم أعماله
رياح الماضي، صمود الأبطال، سفر المحطات، مساء في حكاية، ذئاب الليل، وكلها أعمال ضخمة، وبعد دخول التلفزيون الملون، شكل في أعماله التلفزيونية فأخرج الكثير من المسلسلات الكوميدية العراقية في نهاية العام 1976 ومنها: أسباب الزيارة، والذي لعب بطولته النجم الكوميدي العراقي المعروف «محمد حسين عبد الرحيم» وعدد من الكوميديين العراقيين.
والمخرج «نبيل يوسف» بدأ حياته الفنية ممثلاً مسرحياً قبل أن يستكمل دراسته في الإخراج. حيث شارك في العديد من المسرحيات العراقية، أهمها (غلغامش) وحصل خلالها على جائزة أحسن ممثل مسرحي عام 1971 عن تجربته الإخراجية، وجديده الفني، وقضايا فنية أخرى.